# Хуан Баутиста де Анса
Хуан Баутиста де Анса (на испански: Juan Bautista de Anza) е испански пътешественик-изследовател, губернатор на Ню Мексико.

## Произход и военна кариера (1736 – 1772)
Роден е на 6 юли 1736 година във Фронтерас, Нова Навара, Нова Испания (днес провинция Сонора, Северно Мексико) във военно семейство. През 1752 се записва в армията, като кариерата му се развива бързо и през 1760 е вече капитан и комендант на пограничната крепост Тубак (31°30′ с. ш. 111°10′ з. д. / 31.5° с. ш. 111.166667° з. д.), разположена на река Санта Крус (ляв приток на река Хила, от басейна на Колорадо). Военните му задължения се свеждат предимно до испански набези срещу индианските племена населяващи днешния щат Аризона в САЩ, по време на които натрупва много знания за тези райони.

## Изследователска дейност (1772 – 1776)

### Първа експедиция (1772 – 1774)
През 1772 предлага на вицекраля на Нова Испания план за експедиция на север към територията на днешния щат Калифорния. Планът е одобрен и на 8 януари 1774 експедицията потегля от Тубак на югозапад в състав от трима свещеници, 20 войници, 11 служители, 35 мулета, 65 говеда и 140 коня. Преминава през басейните на реките Магдалена и Консепсион (двете от басейна на Калифорнийския залив) и след това продължава на северозапад. Пресича река Колорадо, близо до устието на левия ѝ приток Хила (1040 км), солончака Солтон Си и на 22 март достига мисията Сан Габриел (34º с.ш., ядрото на бъдещия Лос Анжелис), а на 19 април – залива Монтерей. През май 1774 се завръща в Тубак.
Вицекраля на Нова Испания оценява пътешествието като много успешно, повишава Анса в чин подполковник и се разпорежда за провеждане на втора експедиция до Калифорния, която вече е съпроводена от 150 заселници, които да станат буфер срещу руската колонизация на северозападното крайбрежие на Северна Америка.

### Втора експедиция (1775 – 1776)
През октомври 1775 Анса предприема нов поход от Тубак и през януари 1776 се добира до мисията Сан Габриел, където се провежда зимуване. През февруари продължава на север по брега и на 25 март 1776 достига до залива Сан Франциско. На 28 март залага основите на испански форт, който става ядрото на бъдещия град Сан Франциско.

## Следващи години (1777 – 1788)
След завръщането си от второто пътешествие, през 1777 пътува до Мексико Сити и на 24 август същата година е назначен от вицекраля за губернатор на провинция Ню Мексико (сега щат в САЩ) като остава на този пост до 1787. По време на неговото управление предприема походи в различни посоки, като по този начин успява да открие и опознае големи части от днешните щати Ню Мексико, Аризона, части от Невада, Колорадо и Юта. Развива земеделието и търговията в района.
През 1787 се завръща в Сонора и през 1788 е назначен за командир на форт Тусон (сега град в Аризона), но умира на 19 декември 1788 преди да встъпи в длъжност.